# 転職
転職（てんしょく）とは、職業を変えること、あるいは職場を変えること。
現在の日本では、一般的には、正規雇用の被雇用者がこれまでの雇用契約を解消し、別の雇用主と新たな雇用契約を結び雇用されることを指す。つまり必ずしも職種を変更することは意味しない。むしろ、職種は変更せず雇用主だけを変更することを意味することも多い。また、「転職」の語で、独立や開業、すなわち自営業を始めることなどを含めることもある。

## 日本

### 転職の現状
雇用形態は、明治時代は引き抜き等により職人の転職が活発であったが、大正時代頃から終身雇用が一般的となっていた企業・職種もある。
第二次世界大戦後の昭和期、「終身雇用が日本企業の特徴のひとつ」などとする、（まるで世の中の「企業」には大企業しか存在しないかのように錯覚して、世の労働者の半数以上が勤務しているのが中小企業であるという事実や、企業の数では圧倒的に多数なのは中小企業であるという事実をすっかり無視した、統計的調査に基づいていない、不適切な）まるで神話のような言説がしばしば行われたが、実際には中小企業においては必ずしも終身雇用が定着していたわけではなく、特に若年層においては転職は一般的に行われていた。中堅クラスの規模の企業においても医療、出版、ホテル、外食産業などに従事する専門職労働者は現在に至るまで転職率が高い。企業の側も昭和期から、新卒一括採用ではなかなか叶わない即戦力を求めて、好況期には中途採用を広く行っていた。
その後、バブル崩壊以降は、中小企業だけでなく、大企業においても終身雇用を厳格にとりつづけることは止めて状況に応じて従業員をそれなりの数、実質上の整理解雇する企業がしだいに増えるようになり、転職する人々の割合は増えてゆくようになった。（中小企業ではしばしば正社員ですらあっさり（やや乱暴な）解雇が行われてしまうが、従業員が数万人もいるような大企業ではそれを行うと社会問題になりかねず、また大企業では従業員の労働組合もしっかり機能していて従業員側から提訴され裁判沙汰になるなど困難は多いため、大企業の場合はしばしばあらゆる手段を用いて退職勧奨を行うなどして、裁判沙汰になることをできるだけ回避する方式で整理解雇（リストラ）を行った）。
転職する人々や転職せざるを得ない人々の割合は増え続け、新卒後の約40年間、同じ企業で定年まで勤め上げる人は少なくなった。現在、日本の全労働者の9割強は転職をする、という状況になっている。具体的な数字を挙げて言うと、2009年時点の日本においてすでに、正規雇用労働者の平均の勤続年数は20年に満たず、終身雇用と言えるような実態は従業員1000人以上の大企業の男性社員に限られており、その労働人口に占める比率はわずか8.8％にすぎない、という状況になっていた。

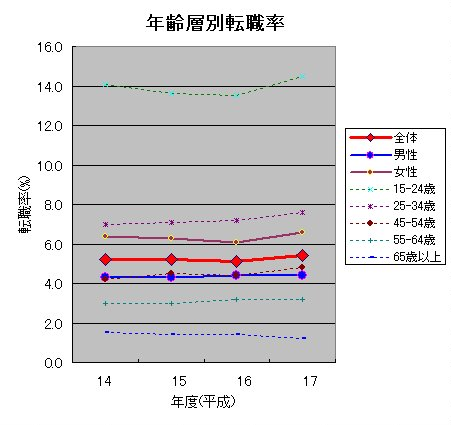
総務省「労働力調査年報」より

転職希望率及び実際の転職率については、職種毎に大きな差異がある。例えば、システムの企画・開発や運用・保守に携わるITプロフェッショナルに限れば、転職希望者は2人に1人という非常に高い水準にある。その理由の第一は「給与に対する不満」（48%）である。また、3人に1人が「より将来性のある組織で働きたい」と答えている。

### 規模
総務省の労働力調査による概況は以下のとおり。

#### 転職経験者
- 2001年8月は、全就業者に占める転職経験者の割合は5.1%、15-24歳では12%程度を占めている。女性の転職率は横ばいもしくは減少傾向にあるが、男性は高年齢層を除いて増加傾向にある。

#### 転職希望者
- 2004年は、転職を希望している就業者の割合は全産業平均で9.7％となっている。年齢別では25～34歳が14.8％と高く、35～45歳が9.6％、45～54歳が8.1％となっており、若年層ほど転職希望がいくらか高い。

### 転職平均回数
2024年1月の調査にて、男性の転職平均回数は約1.97回、女性の転職平均回数は約2.49回という結果となった。

### 日本における転職の方法
転職先を探す手段として、いくつかを以下に示す。
1. 知人の紹介・勧誘
2. 職業紹介事業の利用
3. 公共職業安定所
4. 自分で探す
  - 転職情報サイト
  - 企業のホームページ等で公開されている求人情報
  - 転職情報専門誌
5. 転職希望者が自発的に探しているわけではないが、「引き抜き（スカウト）」やヘッドハンティングも存在する。

2020年（令和2年）の厚生労働省の調査では、転職者がいる事業所の転職者の募集方法（複数回答）をみると、「ハローワーク等の公的機関」とする事業所割合が57.3%で最も高く、次いで「求人サイト・求人情報専門誌、新聞、チラシ等」が43.2%、「縁故（知人、友人等）」が27.6%となっている。事業所規模別にみると、「民間の職業紹介機関」、「求人サイト・求人情報専門誌、新聞、チラシ等」、「自社のウェブサイト」及び「会社説明会（合同説明会を含む）」では事業所規模が大きいほど、事業者割合が高くなっている。
自営業では、求人情報を公にしていない企業も多く、知人の紹介・勧誘による転職が比較的多い。また、「スピンオフ」時も同様な理由で、紹介・勧誘という手段が使用される。
高度に専門的なスキルを持っている人材に対しては、引き抜きが行われることがある。引き抜き対象の調査や調整負担が大きいため、専門の企業が仲介することも多い。また、その人物を辞めさせたい企業が裏で（場合によって表でも）転職専門企業と連絡を取って引き抜きを演じることにより、トラブルなく気持ちよく辞めてもらおうという戦術も取られる。
転職情報サイトが提供するスカウトサービスとは基本的に別物である。
人材紹介サービスでは、転職希望者にヒアリングを行い、自社が保有する求人情報のうち適当なものを提案する。求人情報には、非公開のものも含まれることがある。

#### 日本の転職情報（求人情報）サイト
インターネットの普及に伴い、転職情報サイトを用いた転職が主流になりつつある。当然ながら転職情報サイトは転職情報会社が宣伝目的・利益目的で設けているものなので、転職に過剰な期待や幻想を抱かないように注意する必要はある。
最初の本格的な転職サイトとしては、リクルート社が1996年に立ち上げた「Digital B-ing」が挙げられる。同サービスはその後「リクルートナビキャリア」、「リクナビNEXT」とサービス名を変更して継続している。
売上や掲載企業数が多い転職サイトとしては、「リクナビNEXT」「en社会人の転職情報」（2000）「毎日キャリアナビ」（1999）などがある。これらのサイトの運営会社は、元々紙媒体の職業情報を扱っていたり、情報誌の営業を行っていたりした企業が大半である。
転職サイトによっては、ポータルサイトに広告料を払って転職情報を掲載しているところがある。利用者の立場から見ると、ポータルサイトにアクセスすることで、ワンストップで各転職情報会社の情報を確認できることになる。
サイト運営者は、企業から広告費を貰って求人情報を掲載するため、転職希望者は無料で利用できるのが一般的（※）。
求人情報は、求人企業自ら作成するのが基本（ただし後述「独自取材」参照）。ただし、不適切な表現や勤務条件がないかといった点は、サイト運営者によってチェックされ、労働基準法など諸法規に違反する求人は掲載を拒否される。しかし、大規模なサイトになると求人企業のチェックが行き届かず、法規違反の求人が掲載されることもあるので、掲載されている求人情報だけでなく、自分の目で見て判断することが大事である。なお、法令違反の求人情報を発見した場合、運営者に連絡をすれば、掲載停止などの処置を行ってもらえる。
多くの転職サイトに共通する機能としては
1. 職種や業種毎に分類した求人情報を勤務地域や給与など種々の条件で検索できること
2. Web上で応募が可能であること
3. 自分の個人情報を登録しておくことができ、ログインすることで再利用可能であること

などが挙げられる。
転職サイト間での競争が激しくなってきたため、各社とも独自のサービスを提供して特色を出そうとしている。
2007年からはインテリジェンスが人材紹介と情報誌、転職サイトの情報を合わせたDODAをスタート、新庄剛志を使った大掛かりなプロモーションを展開するなど、人材ビジネスが複合する総合型の転職サイトなども出てきた。また転職FA.comのように転職希望者が匿名で職務経験や希望条件を入力するとイメージに近い人材紹介会社を紹介するマッチングサービスも登場している。
人材派遣や人材紹介でもウェブサイトを利用して案件の確認や登録ができるサービス（マイナビやリクルート）が増えている。これらのサービスについては、各記事を参照のこと。
スカウトサービス
登録された職歴などの個人情報を匿名で企業に公開することによって、興味をもった企業からダイレクトメールを受け取ることができるサービス。しかし中には登録された情報を元に、自動的にスカウトメールを送信している企業もある。そのためスカウトメールが届いたからといって、必ずしも採用につながるわけではない。
独自取材
第三者視点を重視し、サイト運営会社が取材によって求人情報を作成する。
求人企業のお手盛り記事だけでなく、記者の目で見た仕事のつらさや職場の雰囲気なども掲載されるため客観性が高い。最近では、ブロードバンド化に伴い、社内の様子などのビデオ配信も行われるようになっている。
適性診断
R-CAPやコンピテンシーモデルなどによる分析で、個人の特性にあう仕事を紹介する。
各種読み物
転職に役立つ情報を編集記事として作成し、掲載する。
求人情報検索エンジン搭載の求人情報
企業のウェブサイト中の求人情報ページを自動巡回ロボットによって収集し、掲載するモデルもある。
ロボット型とディレクトリー型の検索エンジンの情報量の比較と同様で広告型から情報型への求人サイトの転換を実施している会社もある。
また転職ライブラリープラスの様な転職に関する総合まとめサイトもある。
参考：*求人　

### 転職者の給与の変化
転職によって給与（賃金）がどのように変化するかについては、転職者の年齢帯、産業分野、またその職種によって、かなり大きく異なる。また統計をとる機関や組織、それを利用して推定値を計算する組織、アンケート調査をする組織、などによっても数字が異なる。資料ごとに数値が異なる。
転職による賃金の変化については、概して言えば、若年層の転職ほど転職後の給与が高くなりやすく、30代は上昇幅が大きく、40代や50代以降は加齢に従って水準が伸び悩む傾向（低下する傾向）がある。
2020年（令和2年）の厚生労働省の調査では、転職者がいる事業所において、転職者の処遇（賃金、役職等）決定の際に考慮した要素（複数回答）をみると、「これまでの経験・能力・知識」とする事業所割合が74.7%と最も高く、次いで「年齢」が45.2%、「免許・資格」が37.3%となっている。産業別にみると、「これまでの経験・能力・知識」は「宿泊業、飲食サービス業」で最も高くなっている。「年齢」は「建設業」が61.4%と最も高く、「免許・資格」は「医療、福祉」が62.9%と最も高くなっている。事業所規模別にみると、「年齢」、「学歴」、「前職の賃金」、「これまでの経験・能力・知識」、「前職の役職」は事業所規模が大きくなるほど、おおむね、考慮する事業所割合が高くなっている。
（すでにかなり古いデータであるが）給与水準の経年的な変化を見ると、1995年においては転職後は給与が高くなる人の割合が多かったが、その後減少していき、2005年においては、転職後は給与が低くなる人の方が多くなっていた。
産業別にみると、既存の労働統計を使って新しい統計指標を計算する方法と結果を紹介する資料集である『ユースフル労働統計 2007』による2003年のデータとしては、卸売・小売業や、金融・保険業では約8割となる一方で、運輸・通信業や電気・ガス・水道業では約6割となっていた。
一方、Tech総研が2004年7月から2005年7月までに転職を経験した22歳から44歳のエンジニア100人を対象にして転職にまつわるさまざまなことを尋ねたアンケート調査の結果によれば、20代前半で35万円、30代後半になると85万円の収入上昇、平均すると転職で年収が約55万円の上昇した、という結果が得られていた。同アンケート回答者100人の転職前平均年収は、454.5万円で、転職によって55.2万円上昇の509.7万円になっていた。結果として約12％の増。年代別にみると、増加幅が最も大きいのが30代後半で年収アップ率は16％と、平均を大きく上回っていた。（「これは30代後半がプロジェクトマネジャーなどマネジメント力を評価されての転職が多く、また転職者側の交渉力も（もっと）若い世代に比べたら高いため、給与的に有利な条件を引き出すことに成功しているのであろう」と分析されてもいた。）ソフトウェア・ネットワーク関連のエンジニアよりはハードウェア関連のエンジニアのほうが年収上昇幅は大きかった。

### 転職に関する問題点
2020年（令和2年）の厚生労働省の調査では、転職者がいる事業所の転職者を採用する際の問題の有無をみると、「問題がある」事業所割合が84.1%となっている。「問題がある」とする事業所で問題（複数回答）をみると、「必要な職種に応募してくる人が少ないこと」が67.2%と最も高く、次いで、「応募者の能力評価に関する客観的な基準がないこと」が38.8%、「採用時の賃金水準や処遇の決め方」が32.3%となっている。産業別にみると、「必要な職種に応募してくる人が少ないこと」は「医療、福祉」が78.7%と最も高く、次いで、「鉱業、採石業、砂利採取業」が76.9%、「複合サービス事業」が71.8%となっている。事業所規模別にみると、「必要な職種に応募してくる人が少ないこと」は全ての事業所規模において最も高くなっている。

#### 需給のミスマッチ
求職数に見合う数の求人数があるにも拘らず、条件があわないため雇用が創出されないことを需給のミスマッチ（雇用のミスマッチとも）という。産業構造の転換が進んでいる際によく見られる。
バブル崩壊後の不況期は、有効求人倍率（求人数/求職者数）が恒常的に1を下回っていた（労働市場における供給超過）。ただし、IT化によって必要とされる各種技術者については、求人数が求職者数を上回る需要超過の状態が続いていた。一方、一般事務職などは、有効求人倍率が持ち直しても求職者数が求人数を上回る供給超過状態が続いている。
ミスマッチを防ぐためには、適切な職業教育や、初心者を雇用することになる企業への補助などが必要と言われているが、実際には採用者により職種による男女差別が続いているなど、防ぐことができないのが現実と言われている。

#### 機密保持と競業避止
公務員は、退職前5年間に勤務していた内容に関係する民間企業に、退職後2年間は就職できない。民間企業でも就業規則などで、退職後一定期間（6ヶ月～1年が一般的）、競業会社へ就職することを禁止していることが多い。これら競業避止義務は、機密保持の観点から必要とされるが、経験を生かした転職を難しくしている側面もある。競業避止は職業選択の自由を制限するものなので、要件・範囲が明確にされている必要がある。実際の裁判例でも、規定の有無や合理性、技術や新製品情報など機密情報に触れているか等、諸般の事情をケースごとに判断している。

#### 早期離職者の増加
転職市場が活発になりつつあるとはいえ、雇用者と労働者の間には情報の非対称性が存在する。そのため、転職後に「こんなはずではなかった」という感想を抱く者は多い。2020年（令和2年）の厚生労働省の調査では、転職者の現在の勤め先における満足度について、「満足」及び「やや満足」とする者の割合と「不満」及び「やや不満」とする者の割合の差であるD.I.をみると、「職業生活全体」で42.0ポイント、男が46.5ポイント、女が35.9ポイントとなっている。「職業生活全体」を事業所別規模にみると、事業所規模が大きいほどD.I.が高くなっている。

#### 年金など社会保険
転職者は企業年金や退職金などで、連続勤務したものに比べ不利な扱いを受けることが多い。
確定拠出年金（日本版401k）の法整備などにより、状況は幾分改善されつつある。

#### キャリアの断絶
前職での経験が生かされていると答えた者の割合は5割強、活用されていないとする者は25%程度になっており、知識・経験が必ずしも蓄積・活用されていると言えない。ただし、専門・技術職や管理職では、7～8割程度が何かしら経験が生かされていると答えている。機密保持との兼ね合いで経験を生かせる職につけないこともあるが、25歳程度までの若年層を対象とする第二新卒採用（採用者は新卒扱い）に示されるように、企業側が中途半端な知識・経験を求めていないという点も指摘される。

#### 日本の社会慣例とのミスマッチ
日本でも法律上は職業選択の自由はあるため、転職活動自体に法的な制約や罰則は課されない。しかし、終身雇用や年功序列、新卒一括採用などの制度、会社が社員に対し絶対的な忠誠や服従を要求する滅私奉公的な考え、そして退職とは失敗とみなされ日本ではミスや失敗は大きなマイナス評価対象とする意識が根深く残っているため、事実上これらが転職の足枷となっている。
日本では上記に挙げた制度・考えを前提にしたキャリア形成を前提としている。そのため本人の人格やスキル以上に同じ企業に長く勤めていること、会社や上司による一方的な転勤命令やしごきなど受ける側にとって苦痛や理不尽ともされるものであっても反発せず我慢して従うこと、そしてなるべく「失敗」しないことがプラス評価となる。つまり退職を伴う転職そのものがマイナス評価対象となってしまうのである。
純粋なキャリアアップなど志望者の事情が考慮されるケースがまったくないわけではないが、大半は本人には回避不可能な不可抗力を含めたいかなる理由でも転職（退職）歴があること自体を俗に「履歴書を汚す」と呼ばれ、転職は事実上待遇や収入、労働条件を下げることが前提となっているのが実情である。
調査によると、「転職は3回まで許される」と言われている。リクナビNEXTが企業の人事担当とキャリアアドバイザーに対して行ったアンケートでも、「転職歴は3回目から気になる」という回答が全体の36%と最も多くなっている。また企業の人事担当に対して行った別のアンケートでは、「転職活動が多いとマイナスの印象を受ける」という回答が91%にも達している。

#### おとり求人
インターネット等で数多く掲載がされている求人の中には、募集の実態がないものや募集企業に無断で掲載がされている「おとり求人（空求人）」が含まれていると言われており、近年問題となっている。特に職業紹介事業者が自社のサービスへの登録を促す手法として用いているケースが多い。募集実態のない求人情報が氾濫している環境は求職者の適正な転職活動を阻害することになり大きな問題である。さらに、おとり求人に釣られる形で職業紹介サービスの利用が増えることで、採用側の企業としては年収の20～35％と言われる高額な採用手数料負担を強いられてしまい、特に人手不足の業界や中小零細企業は人件費の高騰に苦しむことになる。また、おとり求人は法的な問題をもはらんでいると考えられる。職業安定法第65条8号には「虚偽の広告をなし、又は虚偽の条件を提示して、職業紹介、労働者の募集若しくは労働者の供給を行った者又はこれらに従事した者」には6か月以下の懲役または30万円以下の罰金に処する旨が規定されている。職業紹介事業者が募集企業に無断で掲載を行う実態のない求人情報は「虚偽の広告」に該当する可能性が高く、当該条項に違反していると考えられる。

## 米国
転職は珍しいことではなく、労働力の流動性は高い。ヘッドハンティングは盛んに行われていて、ごく一般的であり、人材紹介サービスも発達している。
ただし、労働力の流動性は、加齢によって低下することが指摘されている。一定の年齢以上になると、安定した職に落ち着くという。